# Tenerife (Queensland)

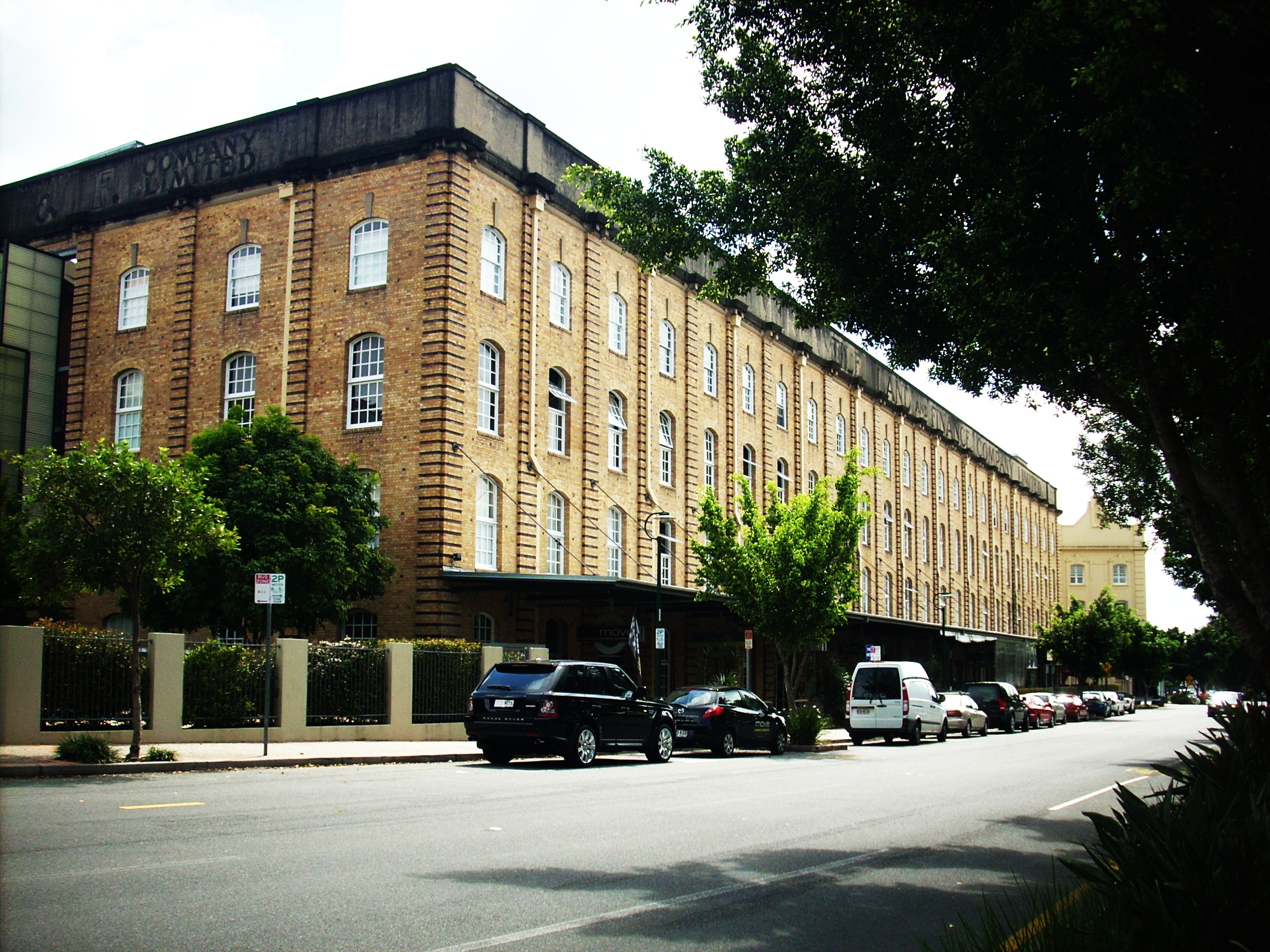
Arquitectura de Tenerife

Tenerife o Teneriffe es un suburbio de la ciudad de Brisbane, capital del estado de Queensland en Australia. En 2010 fue designado oficialmente como un suburbio de Brisbane, se encuentra a 2,5 km al noreste del centro de Brisbane. Tenerife tiene una importante red de ferris y ferrocarril.
Uno de los primeros terratenientes en la zona fue James Gibbon. Él compró 48 hectáreas de terreno entre Newstead y New Farm y nombró a su propiedad con el nombre de «Tenerife», porque el lugar le recordaba al volcán Teide en la isla de Tenerife, Islas Canarias (España).